# Ґомбін (Західнопоморське воєводство)
Ґомбін (пол. Gąbin, нім. Gummin) — село в Польщі, у гміні Тшеб'ятув Ґрифицького повіту Західнопоморського воєводства.
Населення — 183 особи (2011).
У 1975-1998 роках село належало до Щецинського воєводства.

## Демографія
Демографічна структура станом на 31 березня 2011 року:
|          | Загалом | Допрацездатний вік | Працездатний вік | Постпрацездатний вік |
| -------- | ------- | ------------------ | ---------------- | -------------------- |
| Чоловіки | 101     | 27                 | 67               | 7                    |
| Жінки    | 82      | 22                 | 42               | 18                   |
| Разом    | 183     | 49                 | 109              | 25                   |